# 12496 Ekholm
12496 Ekholm este un asteroid din centura principală de asteroizi.

## Descriere
12496 Ekholm este un asteroid din centura principală de asteroizi. A fost descoperit pe 22 martie 1998 la Kitt Peak National Observatory în cadrul proiectului Spacewatch. El prezintă o orbită caracterizată de o semiaxă mare de 2,44 ua, o excentricitate de 0,19 și o înclinație de 3,8° în raport cu ecliptica.